# Farmville (Caroline du Nord)
Farmville est une ville américaine située dans le comté de Pitt en Caroline du Nord. En 2010, sa population était de 4 654 habitants.

## Démographie
| 1880 | 1890 | 1900 | 1910 | 1920  | 1930  |
| ---- | ---- | ---- | ---- | ----- | ----- |
| 111  | 140  | 262  | 816  | 1 780 | 2 056 |

| 1940  | 1950  | 1960  | 1970  | 1980  | 1990  |
| ----- | ----- | ----- | ----- | ----- | ----- |
| 2 980 | 2 942 | 3 997 | 4 424 | 4 707 | 4 392 |

| 2000  | 2010  | - | - | - | - |
| ----- | ----- | - | - | - | - |
| 4 302 | 4 654 | - | - | - | - |

## Traduction
- (en) Cet article est partiellement ou en totalité issu de l’article de Wikipédia en anglais intitulé « Farmville, North Carolina » (voir la liste des auteurs).